# Sanie la Jocurile Olimpice de iarnă din 2010
Competițiile de sanie la Jocurile Olimpice de iarnă din 2010 s-au desfășurat la Whistler Sliding Centre în perioada 13–17 februarie 2010.

## Program
Ora locală Pacific Standard Time (UTC-8).
| Ziua         | Data                | Start | Final | Tipul probei | Încălzire |
| ------------ | ------------------- | ----- | ----- | ------------ | --------- |
| Ziua a II-a  | Sâmbăta 13.02.2010  | 17:00 | 20:35 | Bărbați      | 1 și 2    |
| Ziua a III-a | Duminică 14.02.2010 | 13:00 | 16:50 | Bărbați      | 3 și 4    |
| Ziua a VI-a  | Luni 15.02.2010     | 17:00 | 19:55 | Femei        | 1 și 2    |
| Ziua a V-a   | Marți 16.02.2010    | 13:00 | 16:10 | Femei        | 3 și4     |
| Ziua a VI-a  | Miercuri 17.02.2010 | 17:00 | 19:15 | Dublu        | 1 și 2    |

## Medalii
| Loc | Țară     | Aur | Argint | Bronz | Total |
| --- | -------- | --- | ------ | ----- | ----- |
| 1   | Germania | 2   | 1      | 1     | 4     |
| 2   | Austria  | 0   | 1      | 0     | 1     |
| 3   | Italia   | 0   | 0      | 1     | 1     |

## Tragedie
Deschiderea Olimpiadei de Iarnă 2010 a fost marcată de un grav accident de sanie, în urmă căruia tânărul georgian Nodar Kumaritashvili și-a pierdut viața. Accidentul s-a produs în ultima sesiune de antrenament, la viteza de 144,3 km/h sania scăpată de sub control a ieșit din jgheab și l-a aruncat pe Nodar într-un stâlp de iluminat.